# Жуазейру-ду-Норти
Жуазе́йру-ду-Но́рти (порт. Juazeiro do Norte) — муниципалитет в Бразилии, входит в штат Сеара. Составная часть мезорегиона Юг штата Сеара. Входит в экономико-статистический микрорегион Карири и городскую агломерацию Карири. Население составляет 242 139 человек на 2007 год и 263.704 человек на 2014 год. Занимает площадь 248,558 км². Плотность населения — 1060,9 чел./км².

## История
Город основан 22 июля 1911 года.

## Статистика
- Валовой внутренний продукт на 2005 составляет 930.343.000,00 реалов (данные: Бразильский институт географии и статистики).
- Валовой внутренний продукт на душу населения на 2005 составляет 3.937,00 реалов (данные: Бразильский институт географии и статистики).
- Индекс развития человеческого потенциала на 2000 составляет 0,697 (данные: Программа развития ООН).

## География
Климат местности: полупустыня.

## Спорт
В городе базируются футбольные клубы «Икаса» и «Гуарани».

## Галерея

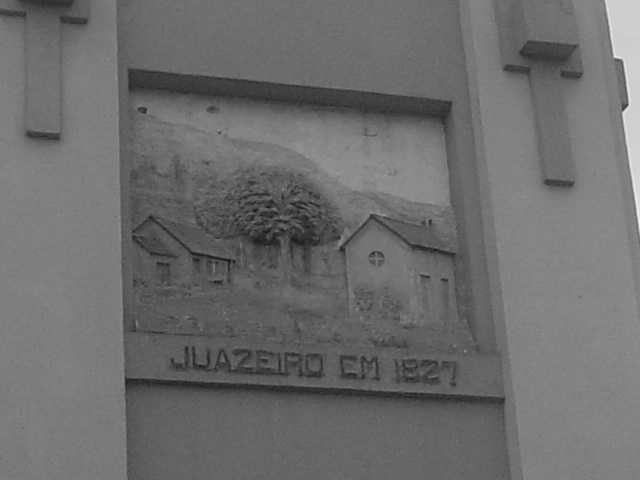
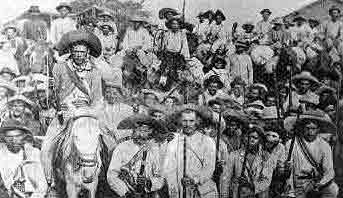
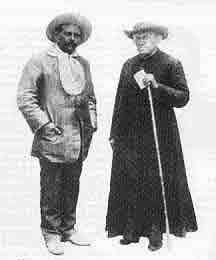
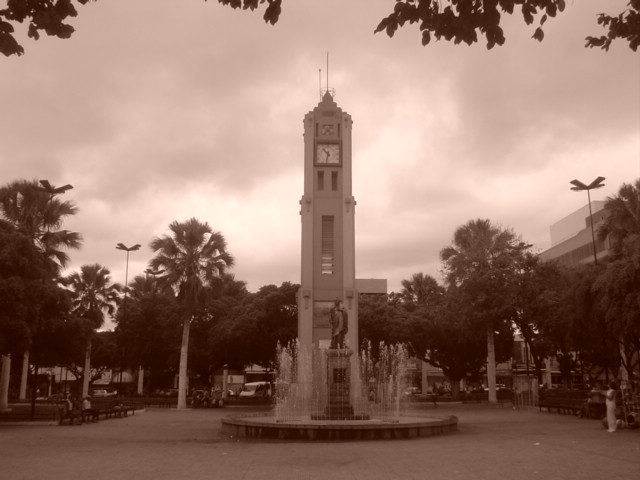
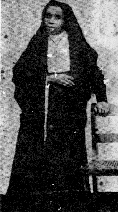
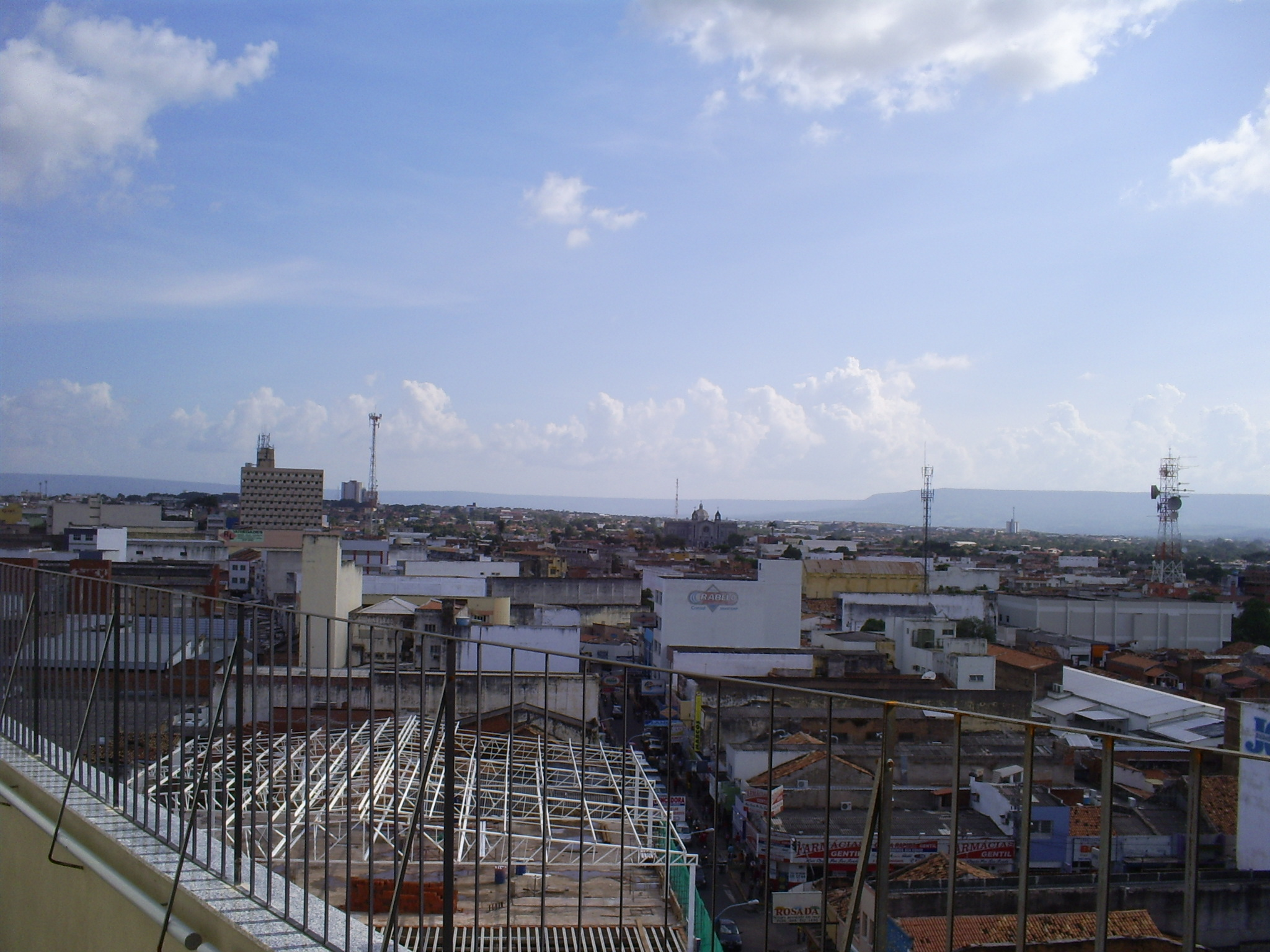
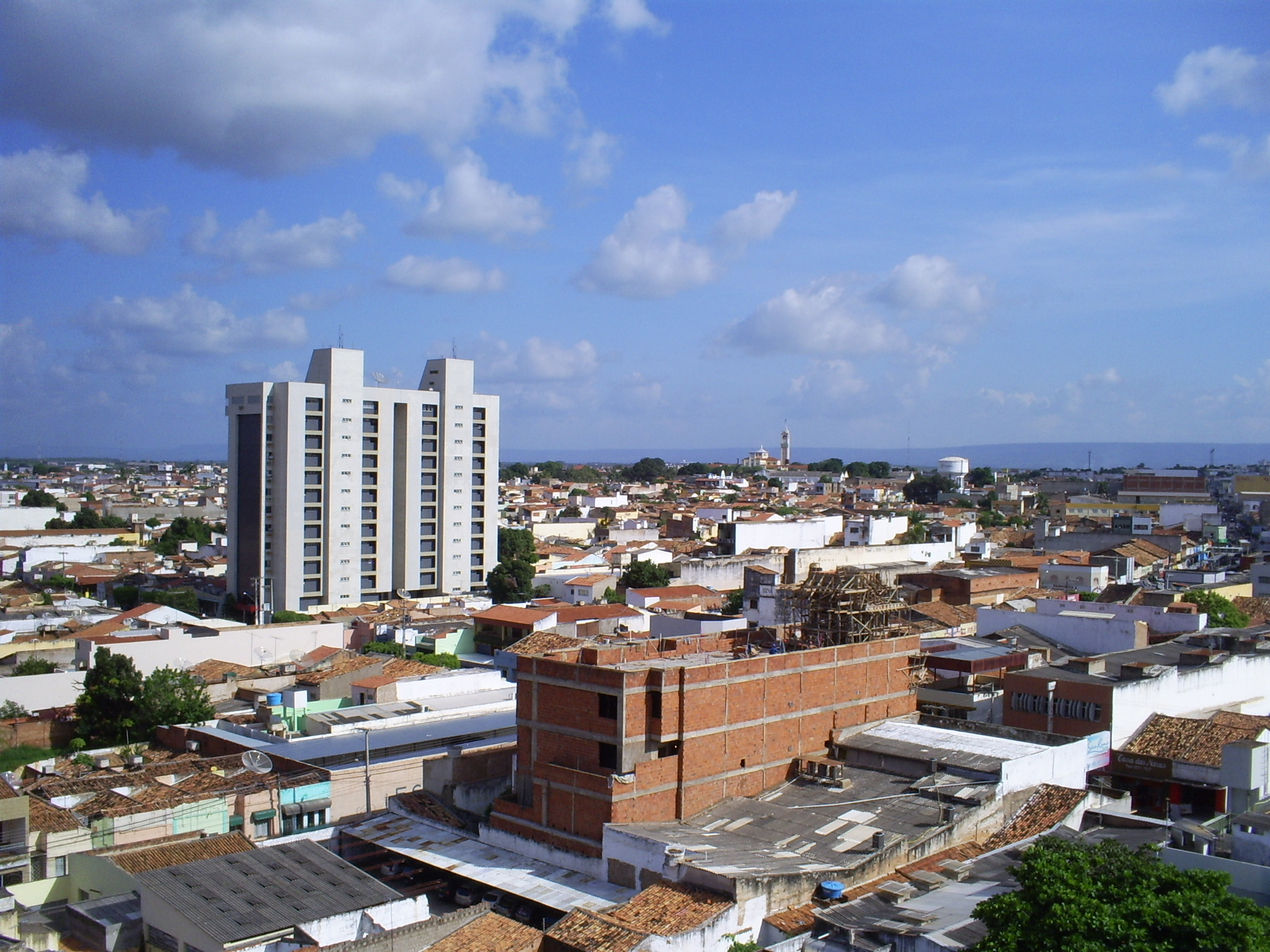
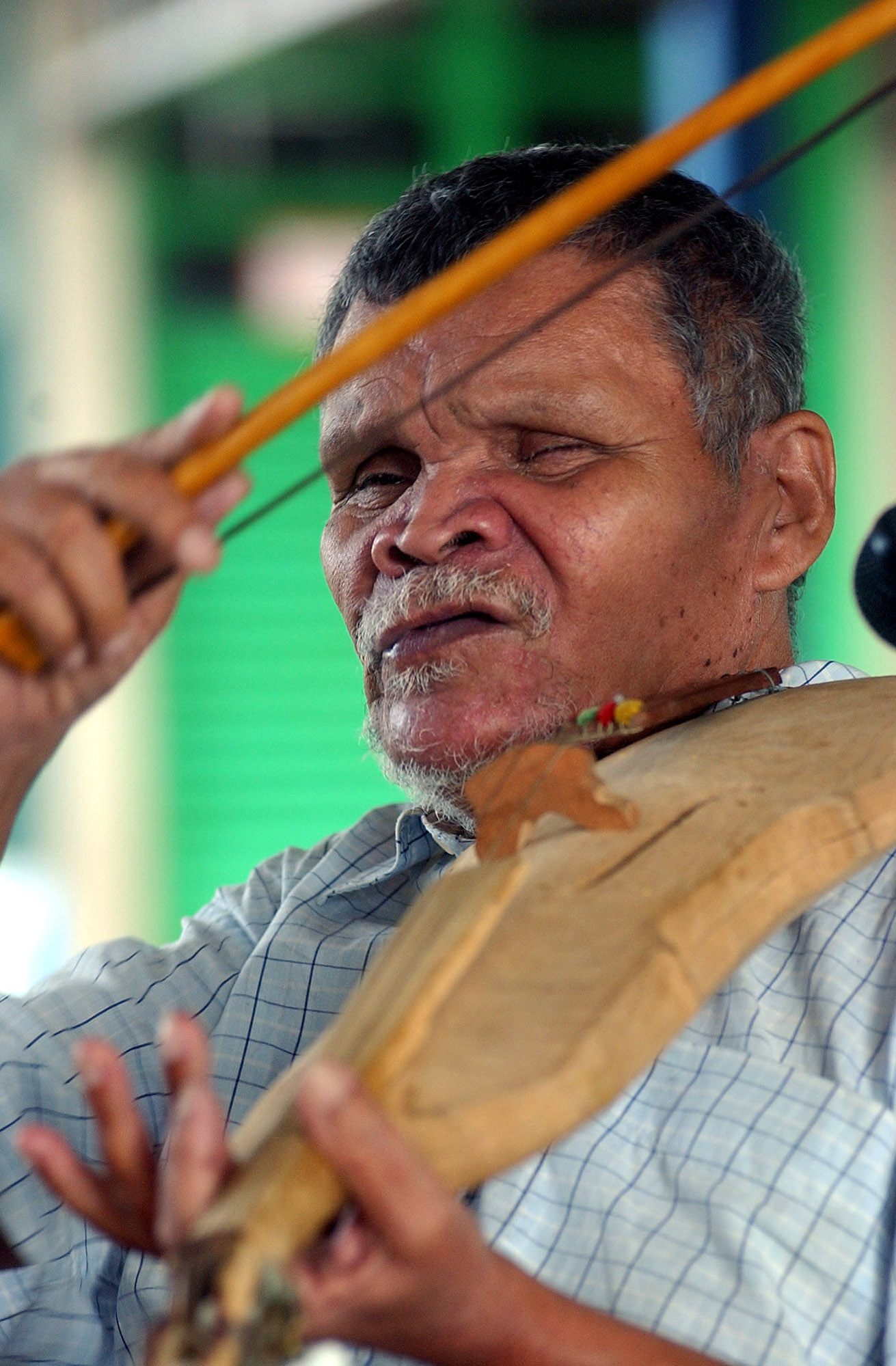
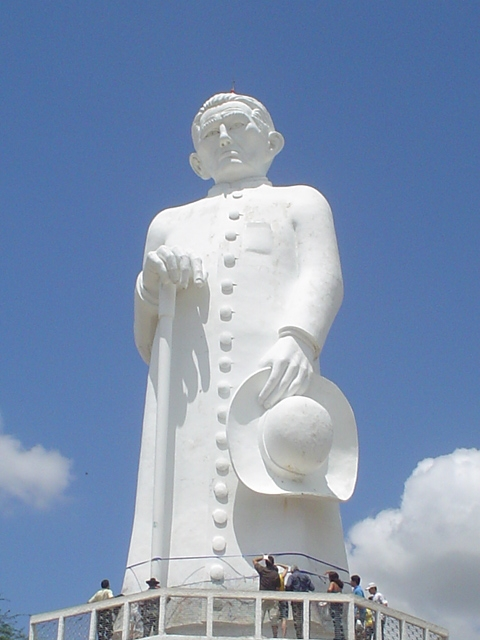
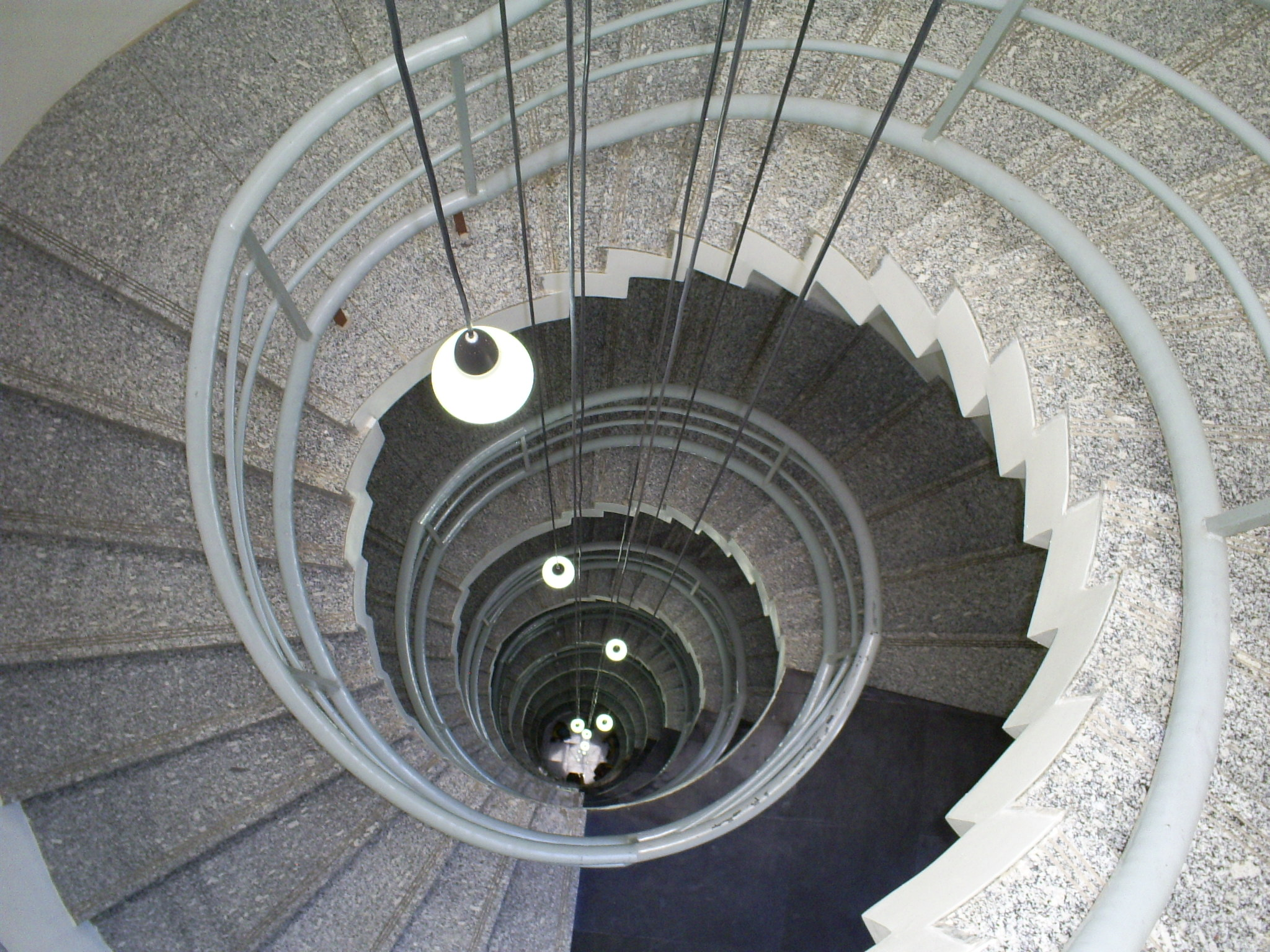